# Melicerita atlantica
Melicerita atlantica är en mossdjursart som beskrevs av Busk 1884. Melicerita atlantica ingår i släktet Melicerita och familjen Cellariidae. Inga underarter finns listade i Catalogue of Life.